# Bermuda op de Olympische Zomerspelen 2004
Bermuda nam deel aan de Olympische Zomerspelen 2004 in Athene, Griekenland. Voor de zesde keer op rij won het geen medaille.

## Deelnemers en resultaten
(m) = mannen, (v) = vrouwen 

### Atletiek
| Olympiër     | Discipline | Resultaat | Prestatie             |
| ------------ | ---------- | --------- | --------------------- |
| Xavier James | 100m (m)   | 36e       | serie 10: 6e in 10,40 |

### Paardensport
| Olympiër    | Discipline  | Resultaat | Prestatie |
| Eventing    | Eventing    | Eventing  | Eventing |
| ----------- | ----------- | --------- | --- |
| Tim Collins | individueel | 36e       | dressuur: 43e met 59,40 strafpunten crosscountry: 39e met 9,2 strafpunten springconcours: 50e met 13 strafpunten totaal: 81,60 strafpunten |

### Schoonspringen
| Olympiër                 | Discipline   | Resultaat | Prestatie                        |
| ------------------------ | ------------ | --------- | -------------------------------- |
| Katura Horton-Perinchief | 3m plank (v) | 30e       | voorronde: 30e met 203,58 punten |

### Triatlon
| Olympiër          | Discipline | Resultaat | Prestatie  |
| ----------------- | ---------- | --------- | ---------- |
| Tyler Butterfield | mannen     | 35e       | 1:58.26,99 |

### Zeilen
| Olympiër                                | Discipline  | Resultaat | Prestatie                                  |
| --------------------------------------- | ----------- | --------- | ------------------------------------------ |
| Peter Bromby Lee White                  | star (m)    | 8e        | 82 punten: (17-16-8-11-12-10-6-4-1-3-11)   |
|                                         |             |           |                                            |
| Paula Lewin Peta Lewin Christine Patton | yngling (v) | 15e       | 108 punten: (4-15-6-13-16-14-9-16-16-11-4) |

### Zwemmen
| Olympiër     | Discipline       | Resultaat | Prestatie              |
| ------------ | ---------------- | --------- | ---------------------- |
| Kiera Aitken | 100m rugslag (v) | 31e       | serie 2: 1e in 1.04,37 |

Afghanistan · Albanië · Algerije · Amerikaanse Maagdeneilanden · Amerikaans-Samoa · Andorra · Angola · Antigua en Barbuda · Argentinië · Armenië · Aruba · Australië · Azerbeidzjan · Bahama's · Bahrein · Bangladesh · Barbados · België · Belize · Benin · Bermuda · Bhutan · Bolivia · Bosnië en Herzegovina · Botswana · Brazilië · Britse Maagdeneilanden · Brunei · Bulgarije · Burkina Faso · Burundi · Cambodja · Canada · Centraal-Afrikaanse Republiek · Chili · China · Chinees Taipei · Colombia · Comoren · Congo-Brazzaville · Congo-Kinshasa · Cookeilanden · Costa Rica · Cuba · Cyprus · Denemarken · Djibouti · Dominica · Dominicaanse Republiek · Duitsland · Ecuador · Egypte · El Salvador · Equatoriaal-Guinea · Eritrea · Estland · Ethiopië · Fiji · Filipijnen · Finland · Frankrijk · Gabon · Gambia · Georgië · Ghana · Grenada · Griekenland · Groot-Brittannië · Guam · Guatemala · Guinee · Guinee‑Bissau · Guyana · Haïti · Honduras · Hongarije · Hongkong · Ierland · IJsland · India · Indonesië · Irak · Iran · Israël · Italië · Ivoorkust · Jamaica · Japan · Jemen · Jordanië · Kaaimaneilanden · Kaapverdië · Kameroen · Kazachstan · Kenia · Kirgizië · Kiribati · Koeweit · Kroatië · Laos · Lesotho · Letland · Libanon · Liberia · Libië · Liechtenstein · Litouwen · Luxemburg · Macedonië · Madagaskar · Malawi · Malediven · Maleisië · Mali · Malta · Marokko · Mauritanië · Mauritius · Mexico · Micronesië · Moldavië · Monaco · Mongolië · Mozambique · Myanmar · Namibië · Nauru · Nederland · Nederlandse Antillen · Nepal · Nicaragua · Nieuw-Zeeland · Niger · Nigeria · Noord-Korea · Noorwegen · Oeganda · Oekraïne · Oezbekistan · Oman · Oostenrijk · Oost‑Timor · Pakistan · Palau · Palestina · Panama · Papoea-Nieuw-Guinea · Paraguay · Peru · Polen · Portugal · Puerto Rico · Qatar · Roemenië · Rusland · Rwanda · Saint Kitts en Nevis · Saint Lucia · Saint Vincent en Grenadines · Salomonseilanden · Samoa · San Marino · Sao Tomé en Principe · Saoedi-Arabië · Senegal · Servië en Montenegro · Seychellen · Sierra Leone · Singapore · Slovenië · Slowakije · Soedan · Somalië · Spanje · Sri Lanka · Suriname · Swaziland · Syrië · Tadzjikistan · Tanzania · Thailand · Togo · Tonga · Trinidad en Tobago · Tsjaad · Tsjechië · Tunesië · Turkije · Turkmenistan · Uruguay · Vanuatu · Venezuela · Verenigde Arabische Emiraten · Verenigde Staten · Vietnam · Wit-Rusland · Zambia · Zimbabwe · Zuid-Afrika · Zuid-Korea · Zweden · Zwitserland